# Barbara Koc

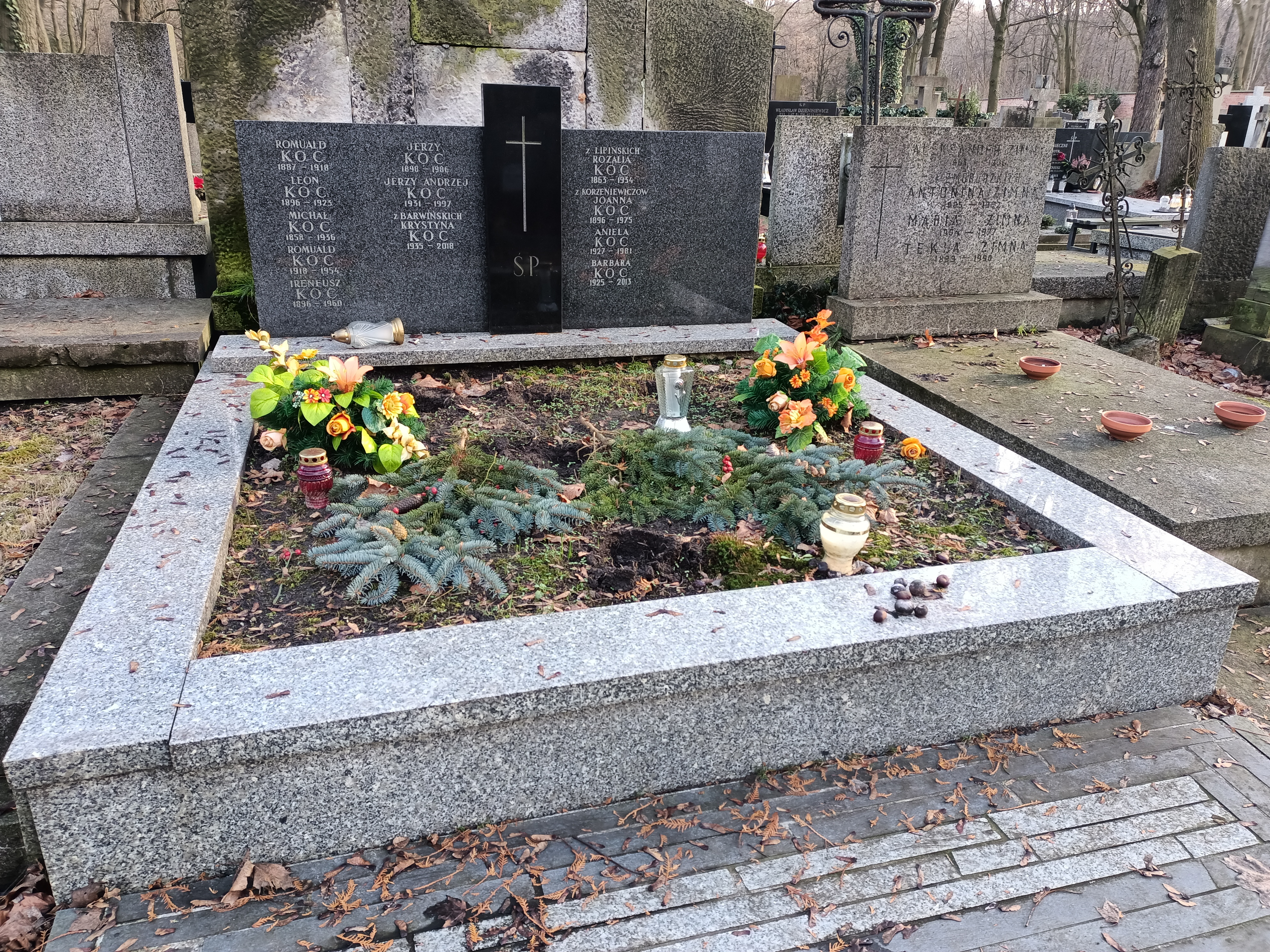
Nagrobek Barbary Koc na Cmentarzu Powązkowskim

Barbara Agnieszka Koc (również jako Barbara Kocówna) (ur. 1925 w Warszawie, zm. 9 sierpnia 2013 tamże) – polska filolog literatury, literaturoznawczyni, prof. dr. hab.

## Życiorys
Po ukończeniu działającego w konspiracji liceum im. Klementyny Hoffmanowej studiowała filologię polską i literaturoznawstwo na działających podczas II wojny światowej tajnych kompletach Uniwersytetu Warszawskiego. Jej wykładowcami byli m.in. prof. Wacław Borowy i prof. Julian Krzyżanowski, pod kierunkiem którego obroniła pracę magisterską. Od 1952 była zawodowo związana z Zakładem Rękopisów Biblioteki Narodowej, prowadziła prace nad spuściznami literackimi i naukowymi z XIX i XX wieku. Kierowała powstaniem VIII i IX tomu Katalogu Rękopisów Biblioteki Narodowej. Razem z Krystyną Muszyńską (1923-1994) w 1967 opracowała "Inwentarz rękopisów Biblioteki Ordynacji Zamojskiej", od 1973 przez sześć lat redagowała "Biuletyn Informacyjny Biblioteki Narodowej". Równolegle współpracowała z Uniwersytetem Łódzkim.
Spoczywa na cmentarzu Powązkowskim (kwatera 324-6-10/11).

## Praca naukowa
Barbara Koc była wybitną specjalistką i autorką licznych publikacji dotyczących życia i twórczości Władysława Reymonta (m.in. O ziemi obiecanej Reymonta) i Josepha Conrada, któremu poświęciła zarówno pracę magisterską pt. Polskość Josepha Conrada, jak i przedstawioną w 1959 habilitację Conrad a Polska. Opracowała w niej zbiory Biblioteki Uniwersytetu Jagiellońskiego związane z pisarzem, szczególną uwagę przykładając do zgromadzonej korespondencji. W 1963 ukazała się ponad 500 stronicowa praca Wspomnienia i studia o Josephie Conradzie, która była pierwszą tak obszerną publikacją na ten temat. Jej kontynuacją, a przez krytyków ocenianą jako rozwinięcie było wydane w 1977 opracowanie biograficzne Joseph Conrad.
Równocześnie na łamach "Rocznika Biblioteki Narodowej" publikowała prace dotyczące Zenona Przesmyckiego (m.in. Listy do Wandy Toczyłowskiej z lat 1907-1912), Krzysztofa Kamila Baczyńskiego, a także wyniki badań nad archiwum Ferdynanda Hoesicka. W periodykach naukowych zajmowała się tematyką zbiorów Zakładu Rękopisów Biblioteki Narodowej m.in. Cypriana Kamila Norwida i Stanisława Pigonia.

## Twórczość
- "Lord Jim" Josepha Conrada;
- Conrad: Opowieść biograficzna;
- Joseph Conrad;
- Miriam: Opowieść biograficzna;
- Polskość Conrada;
- Reymont: Opowieść biograficzna;
- Władysław Reymont.